# Scopula subtilata
Scopula subtilata är en fjärilsart som beskrevs av Hugo Theodor Christoph 1867. Scopula subtilata ingår i släktet Scopula och familjen mätare. Inga underarter finns listade.